# فلسطين الجديدة (أوهايو)
فلسطين الجديدة، مجتمع غير مدمج في بلدة بيرس، مقاطعة كليرمونت، في ولاية أوهايو الأمريكية.

## التاريخ
كان اسم هذا المجتمع القديم "فلسطين". حيث سمي الموقع باسم فلسطين عام 1818. أنشئ مكتب بريد باسم فلسطين الجديدة عام 1850، وأغلق عام 1905.

## أنظر أيضاً
- شرق فلسطين، أوهايو
- فلسطين الجديدة، إنديانا